# Kasiman (Kerek)
Kasiman is een bestuurslaag in het regentschap Tuban van de provincie Oost-Java, Indonesië. Kasiman telt 1565 inwoners (volkstelling 2010).